# Ramificaciones de la religión
Ramificaciones de la Religión (del árabe: فروع الدین [Furu´ al-Din]), La parte que hace a los mandatos prácticos, se la llamemos "Ramas" (Furú: Derivaciones). Los sabios chiitas utilizaron estos términos para referirse a los mandatos o leyes islámicas (Ahkâm).
Según de la opinión del Chía, algunas de las "ramificaciones de la religión" son las siguientes: la Oración, el Ayuno, el Jums (quinto), el Zakat, la Peregrinación, el esfuerzo en el camino de Dios (Yihad), el ordenar el bien y prohibir el mal, la amistad y la exoneración. 

## Conocimiento de Ramificaciones de la religión
Adquirir conocimiento pormenorizado de las normativas y leyes de la religión a través del uso de documentos básicos del Corán y de la Sunnah y de razonamientos técnicos basados sobre ellos (que se llama “jurisprudencia demostrativa”, ‘fiqh-y istidlali’), no es posible para todos los musulmanes. Solamente unas pocas personas tienen la capacidad del caso para la jurisprudencia demostrativa, además de que no se requiere que cada uno posea ese conocimiento pormenorizado porque no hay ningún mandamiento en el islam que le pida a uno lo que está más allá de sus capacidades.

## El origen de esta clasificación
Aun cuando esta terminología está muy extendida, no se encuentra en la historia del pensamiento religioso islámico  los "principios" ni las "ramificaciones" ni en el Corán ni en las tradiciones y dichos islámicos recopilados en los libros, sean sunitas o chiitas. Esto nos señala que esta terminología tiene su origen en la teología y han sido los teólogos quienes han creado esta división.
Se señala una tradición de su santidad el Ya`far as-Sadiq ibn Muhammad en la que es consultado acerca de ¿cuáles son "los fundamentos" que todos debemos conocer y nadie debe olvidar y todo aquel que les reste importancia, sus creencias corren riesgo de corromperse y Dios no aceptará sus prácticas de adoración y, por el contrario, aquel que los conozca y practique, sus creencias permanecerán correctas y sus prácticas aceptadas? A lo que el Imam respondió: el testimonio de la fe en la Unicidad de Dios (Monoteísmo) y la Profecía (Nubuwwah) del Mensajero de Dios, confirmando lo que ha descendido desde Dios; la limosna obligatoria (Zakat) y la designación de Su parte de un regente para los hombres (el Wilayah). 
Por lo tanto, concluimos que aunque no se encuentre esta clasificación ni en las tradiciones ni en el Corán, los sabios de la ciencia de la teología y algunos jurisprudentes, han establecido esta división fundada en la interpretación de otras tradiciones y versículos coránicos para enseñar la religión a la gente.

## Ramificaciones de la Religión
Estos puntos, constituyen la normativa, filosofía de vida y disciplina del musulmán hacia Dios y son la aplicación práctica de lo que Dios mandó a que se obedezca por parte de los mortales.
Así, estas diez ramas son:
1. El Rezo (Oración). Es uno de los actos más importantes de la religión islámica. Si esta es aceptada por Dios, todos los restantes actos del creyente le serán aceptados.[6]
2. El Ayuno. Ayunar significa abstenerse de cualquier alimento, bebida, relaciones sexuales, etc., desde el alba hasta la puesta del sol. Es obligatorio para todo musulmán que haya alcanzado la edad de la pubertad que establece la ley islámica ayunar durante el mes de Ramadán, excepto si se encuentra enfermo o de viaje, o si se trata de una mujer en periodo de menstruación o que haya dado a luz recientemente.[7]
3. El Jums (quinto). Consiste en pagar el 20% de las ganancias anuales una vez deducidos los gastos del año.
4. La limosna obligatoria (Zakat). El azaque significa ‘purificación’ y ‘crecimiento’. Dar el azaque consiste en entregar el 2,5% de la riqueza anual obtenida en oro, plata, granos, dátiles, camellos, etc. Nuestras posesiones son purificadas a través de este porcentaje de nuestros ingresos, que es distribuido principalmente entre los necesitados y los pobres.[8]
5. La Peregrinación (Hajj). La peregrinación (Hajj), es una obligación para todos los musulmanes adultos —que tengan los medios físicos y financieros— peregrinar una vez en la vida a La Meca con la intención de visitar la Kaaba.[9]
6. El esfuerzo en el camino de Dios (Yihad). La palabra yihad, en árabe, significa ‘esfuerzo’ y ‘lucha en el camino de Dios.[10]
7. El ordenar el bien. Consiste en orientar y disuadir a la gente para que mantenga una conducta correcta que conduzca a la prosperidad tanto individual como social.
8. El prohibir el mal. Consiste en reprobar las malas acciones de la gente o evitar que las cometan.
9. La amistad. Consiste en amar, seguir y obedecer a Dios, al profeta Mahoma y a su Ahlul-Bait (familia), y amar y ser amigos de todos aquellos que los aman, siguen y obedecen.
10. La exoneración. Consiste en rechazar y alejarse de los enemigos de Dios, de Mahoma y de su Ahlul-Bait (familia).

El hecho de recordar estas diez cuestiones se debe a la gran importancia que se les ha dado tanto en el Corán como en las tradiciones y dichos del Profeta del Islam y su familia, pero las ramificaciones de la religión no se limitan tan solo a estas cuestiones sino que existen otras como las leyes de las compra-venta, el casamiento, la revancha (ley de talión), el juicio, etc… que también forman parte de la ramificaciones de la religión.

## La práctica de las Ramificaciones de la Religión
Frente a ellas están los Fundamentos de la Religión, que son el conjunto de las creencias que conforman los fundamentos de la religión islámica y el aceptarlas es excluyente a la hora de considerar a alguien musulmán y la oposición a cualquiera de ellas implica el caer en la incredulidad (Kufr). No todos los musulmanes practican todas las leyes islámicas, algunos se esfuerzan por cumplir con todas ellas y otros cumplen solo con algunas prácticas de adoración.
Un musulmán (Mukallaf: es decir aquel que debe cumplir con todas las obligaciones de la religión) para poner en práctica las ramificaciones de la religión debe:
- O conocerlas a partir de haber llegado al grado de Iytihad, Esto se logra en el caso de, no poderse aplicar el Sagrado Corán o la Tradición del Profeta , al no existir una indicación o no haya indicio alguno que se pueda extraer de estas dos fuentes, aspectos ya revisados en forma breve aquí, con lo que además se usa la aplicación intelectual (denominado Iytihad) de personas que han alcanzado un nivel de sabiduría plena y que manejan claramente las normas y la jurisprudencia islámica para hacer leyes, a quien se denomina en árabe, «Mujtahid».[2]

- O practicar siguiendo la precaución (Ihtiat),
- O seguir los decretos de un Muytahid calificado, (Las autoridades principales en Ley Divina se llaman muytahids en el Chiismo).[3]

## Método de extracción de las Ramificaciones de la Religión
Las ciencias de la Jurisprudencia (fiqh') y los Pilares o Fundamentos ('Usul'), son parte de las ciencias islámicas que responden a las preguntas de los hombres y clarifican sus deberes en el campo de las Ramificaciones de la Religión. Los jurisprudentes chiitas, a través de estas ciencias, extraen y establecen las leyes prácticas que se ramifican de la religión desde los textos religiosos.